# Pirk (Rosenthal am Rennsteig)
Pirk war der östliche Ortsteil von Birkenhügel der Gemeinde Rosenthal am Rennsteig im Saale-Orla-Kreis in Thüringen.

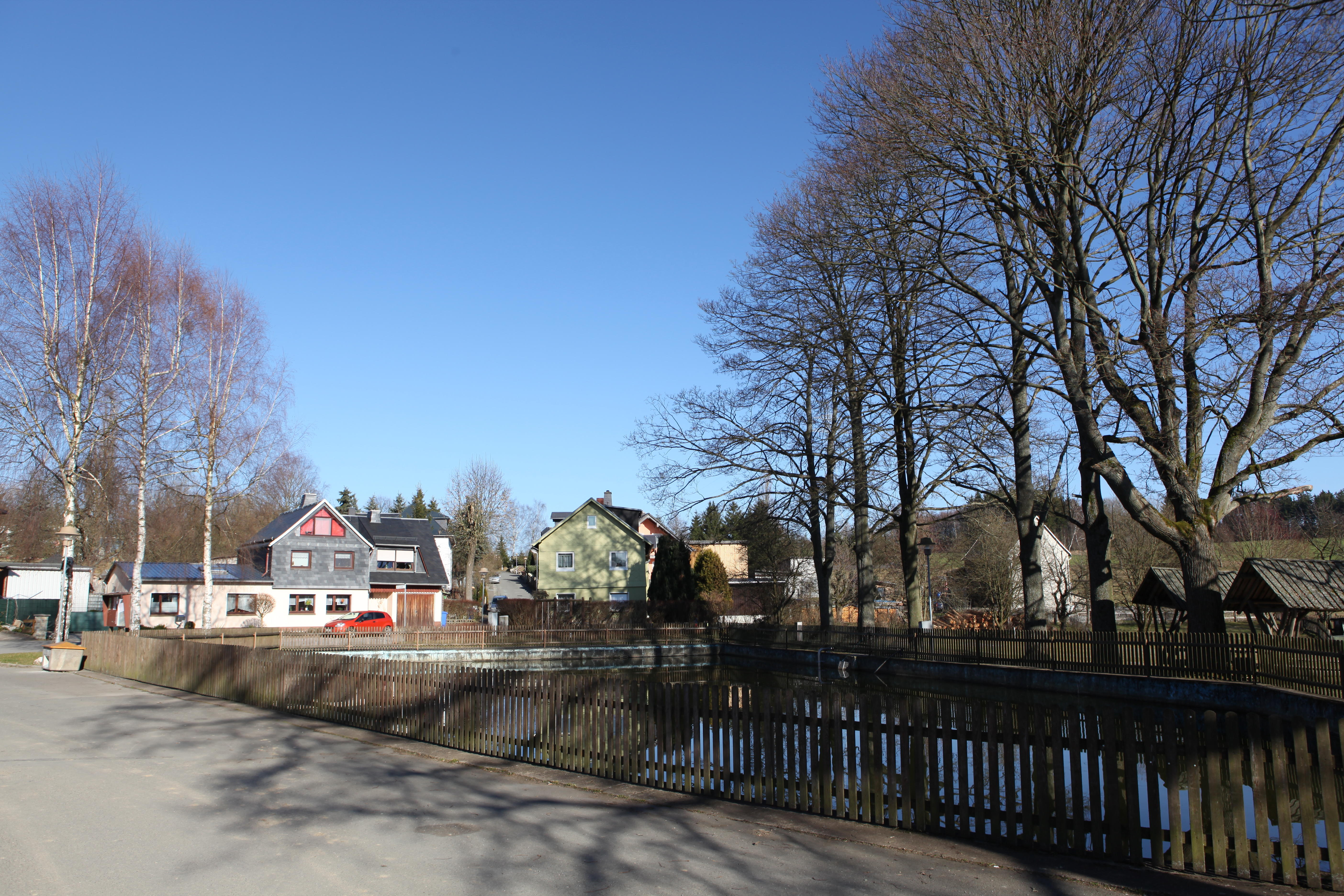
Dorfteich Pirk

## Geschichte
Pirk wurde urkundlich erstmals 1441 nachgewiesen. Bis 1918 gehörte das Gebiet des Weilers zum Fürstentum Reuß jüngere Linie. Am 28. Februar 1923 kam es zum Zusammenschluss von Lerchenhügel und Pirk zur Gemeinde Birkenhügel.

## Einzelnachweise

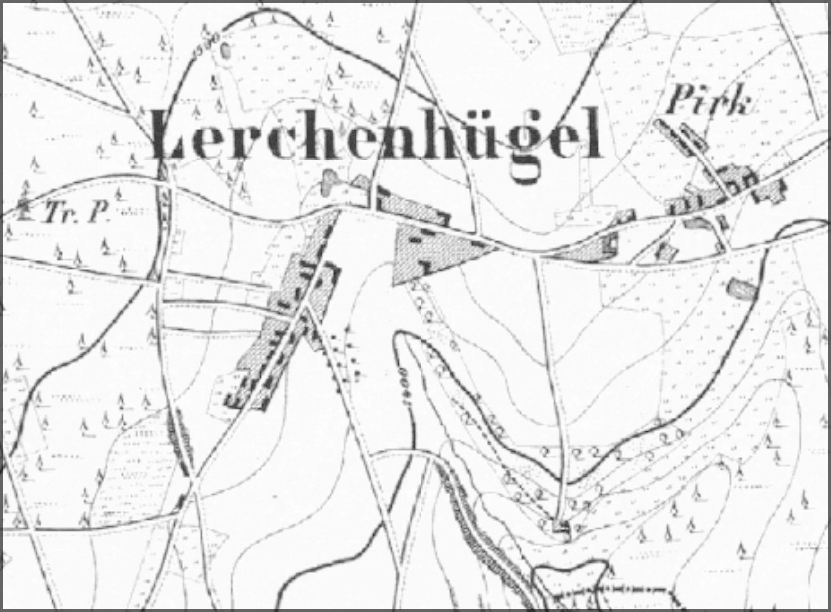
Die Ortsteile im Jahr 1873